# Klávesa Windows

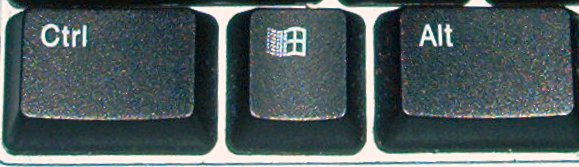
Obvyklá poloha klávesy mezi Ctrl a Alt

Klávesa Windows je klávesa s logem Microsoft Windows na počítačové klávesnici zavedená roku 1994. Je-li na klávesnici přítomna (například u klávesnic od firem Apple nebo Sun Microsystems nebývá), bývá pod blokem písmen, a to dokonce dvakrát. Klávesa Windows slouží v systému Windows k zobrazení nabídky Start, případně může být použita v kombinaci s jinými klávesami jako modifikační klávesa. V Linuxu se tato klávesa běžně nazývá Super a používá se také jako modifikační klávesa, podobně jako klávesy Ctrl, Alt, Shift či Fn.